# Svájcisapka

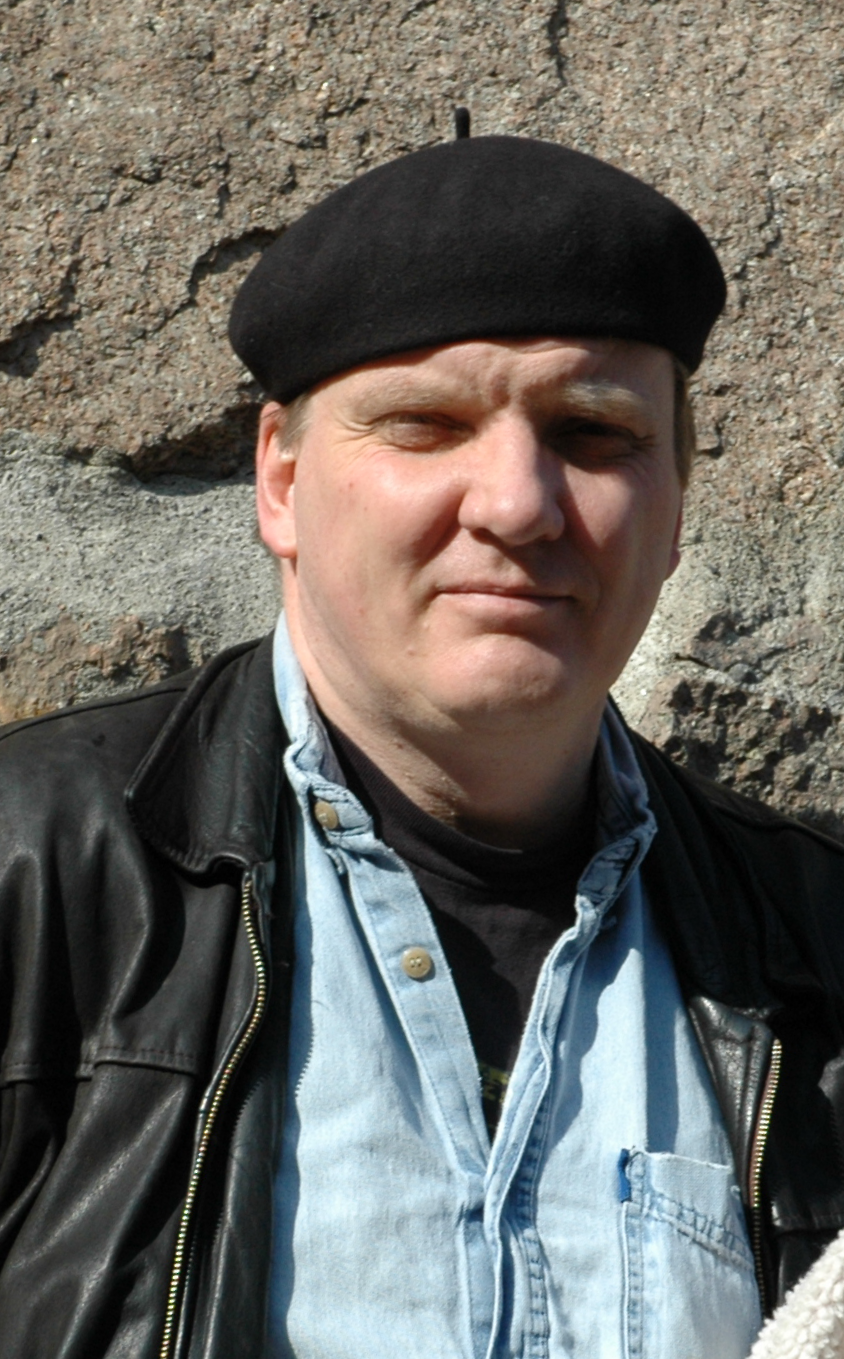
Svájcisapka

A svájcisapka lapos, kerek, a fejméretnél valamivel nagyobb átmérőjű, ellenző vagy karima nélküli fejfedő férfiaknak és nőknek. Eredete a barettre vezethető vissza, amely bársonyból vagy más szövetből készült, változatos formájú, a fejnél szélesebb sapka.

## A név eredete
Az ókori görögök és rómaiak (birretum) is ismerték. Csak magyarul nevezik svájcisapkának, bár a svájci eredetre utalás valószínűleg téves illetve megtévesztő, mivel eredetileg a baszkok viseltek ilyen sapkát (ezért baszk sapkának is nevezik), onnan terjedt át Franciaországba. A francia béret szóból ered a magyarban is használt, de német eredetű barett ill. az angol beret elnevezés.

## Története

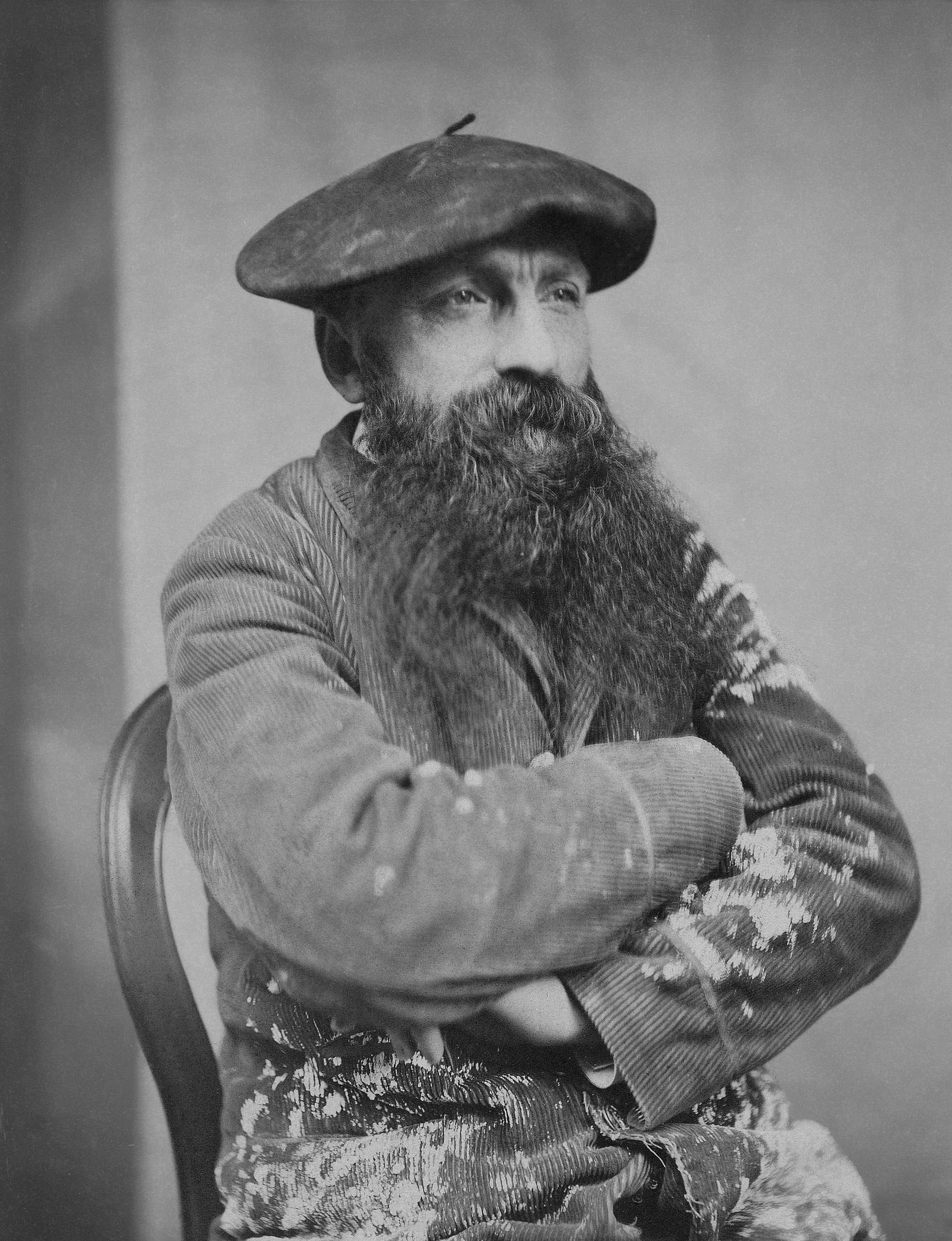
Auguste Rodin baszk sapkában

Nor-Coc svájcisapka reklám (1930-as évek)

A barett a 15. században vált divattá, előkelő férfiak és nők egyaránt viselték. Később megjelenésében különbözött aszerint, hogy melyik társadalmi csoport (tudósok, céhek tagjai, polgáremberek stb.) viselték. Megkülönböztetésül tollakkal, apró képecskékkel stb. díszítették; nyakba lógó zsinór segítségével a hát közepére eresztették. A tilalom ellenére egyszerűsített formában a parasztok és a kézművesek is viselték. Jellemzően reneszánsz fejfedő, nagyméretű, hasítékos és duzzadt karimájú változata különösen a zsoldosok ruházatára volt jellemző a 16. század első felében. 1570–80 után kiment a divatból, illetve átalakított változata, a kicsi, keményített toque a spanyol divatban élt tovább. A hivatali viseletben is megmaradt, a régi, hivatást jelző barettek nyomán alakult később a papok, egyetemi tanárok, bírák és ügyvédek hivatalos viseleteként. Művészsapkaként a 19. század első felében sokan hordták, majd a 20. század 1930-as éveiben ismét divatba jött. Időnként ma is felkapja a divat. Manapság sok országban az ifjúsági szervezetekben, fegyveres testületekben az egyenruha része.
Magyarországon az 1889-ben Kokron (Cocron) József által alapított hódmezővásárhelyi Kokron József és Fiai Kötszövöttárugyárban az 1930-as években kezdtek el svájcisapkát gyártani speciális síkkötőgépeken, aminek technológiáját maguk alakították ki és Magyarországon szabadalmaztatták is. Ezzel a termékkel, amit Nor-Coc márkanéven forgalmaztak, hatalmas sikert értek el, az egész országot ellátták vele és több nyugat-európai országba exportálták is. A gyártást a II. világháború után, a Kokron-gyár utóda, a Hódmezővásárhelyi Divat Kötöttárugyár (HÓDIKÖT) is egészen az 1960-as évekig folytatta.

## Készítése
A svájcisapka egy darabban, e célra szerkesztett síkkötőgépen készül, utólagos konfekcionálást csak minimális mértékben igényel. Anyaga gyapjú. A síkkötőgép térbeli formázással (szaknyelven: idomozással) köti meg a nyers kelmét. A kötőgépen a tűk programozott működtetésével alakítják ki a térbeli alakot, amelynek első és utolsó szemsorát végül egymáshoz varrva zárják le a terméket. Összevarrás után szokás szerint a teteje közepére egy kis „farkincát”, „kukacot” varrnak (korszerűbb eljárásnál ezt már eleve belekötik a sapkába).
Ezt követi a színezés és a kikészítés, aminek legfontosabb művelete a nemezelés (kallózás): meleg vízben végzett erőteljes mozgatás során a gyapjúból készült kelme erősen összetömörödik. Szárítás után a sapkát bolyhozzák és megfelelő méretű sablonra húzva formázzák.

## A svájcisapka a magyar irodalomban
- A svájcisapka szó a magyar irodalomban 1935-ben a Nyugatban, Görög Ilona: Hazafelé című írásában bukkant fel először:

„Ott állt kurta, szűk, sötétkék szoknyában, rózsaszín batisztblúzban, hunyorogva a szikrázó napsütésben. Felgyűrűzött, puha, fekete haján hátracsúszott a kis fehér svájci sapka.”
- József Attila: Nor-coc.[6]

Mit visel urinő és mit hord kokott
fejebubján, ha nem Nor-coc-ot.
Sapkám Nor-coc,
ilyet hordok.
Nor-coc sapkám hona Svájc,
viseli Svarc, hordja Vájsz.
Minek annak a fuszekli,
kinek fején Nor-coc dekli.
Eszemadta kis barnája
Norcoc gyártmány a sapkája.
Hőbe-hóba, télen-nyáron
Norcoc sapkát hord a párom.
Akármilyen snorr kokott
még az is hord Norcocot.